# Phoenicurus erythronotus
El colirrojo de Eversmann (Phoenicurus erythronotus) es una especie de ave paseriforme de la familia Muscicapidae propia de Asia. Su nombre común conmemora a su descubridor, el biólogo alemán Eduard Friedrich Eversmann.

## Descripción
Es uno de los colirrojos más grandes, con entre 15 y 16 cm de longitud y entre 25,5 y 27 cm de envergadura alar. Su pico y patas son negros. El macho en plumaje reproductivo tiene una banda negra sobre los ojos y el píleo y la nuca grises. Su espalda y obispillo son de color canela rojizo, y su cola también es rojiza salvo las plumas centrales de la cola que son oscuras. Sus alas son negruzcas con manchas blancas en las escapulares y las coberteras primarias. Su pecho y flancos son principalmente de color canela rojizo, y el vientre y coberteras inferiores de la cola son blancos.
Los machos fuera de la época de reproducción y los de primer año son similares pero de tonos mucho más apagados y parduzcos. Las hembas son principalmente pardo grisáceas. Tienen la cola rojiza con las plumas centrales también oscuras. Presentan un anillo ocular claro, dos listas anteadas en las alas y los bordes de las plumas terciarias también anteados.

## Distribución y hábitat
Crían en las montañas de Asia central y el sur de Siberia, desde la cordillera Tien Shan hasta las montañas Tarbagatai y Altái y las cercanías del lago Baikal. Algunos alzacolas se desplazan a altitudes más bajas en invierno, mientras que otros, especialmente los situados más al noreste, migran largas distancias al suroeste. Estos pasan el invierrno desde el sur de Irak, por Irán y Pakistán hasta el oeste del Himalaya de Cachemira. Unos pocos llegan al este de Arabia. Pueden llegar divagantes a Israel y Turquía.
Vive en boques de montaña durante la época de cría, llegando hasta los 5.400 m s. n. m. En invierno se encuentra en hábitats más abiertos y áridos.

## Comportamiento
Se aliementa principalmente de insecto, aunque también consume frutos y semillas. Suele encontrarse en solitario o en pareja. Suele agitar su cola arriba y abajo.